# Samuel (profeta)
A l'Antic Testament de la Bíblia, Samuel (hebreu: שְׁמוּאֵל‎, ‘Demanat al Senyor’; àrab: صموئيل, Ṣamūʾīl; grec antic: Σαμουήλ; llatí: Samuel) fou l'últim jutge d'Israel i profeta. És venerat com un sant del cristianisme i com un profeta del judaisme i de l'islam.

## Naixement

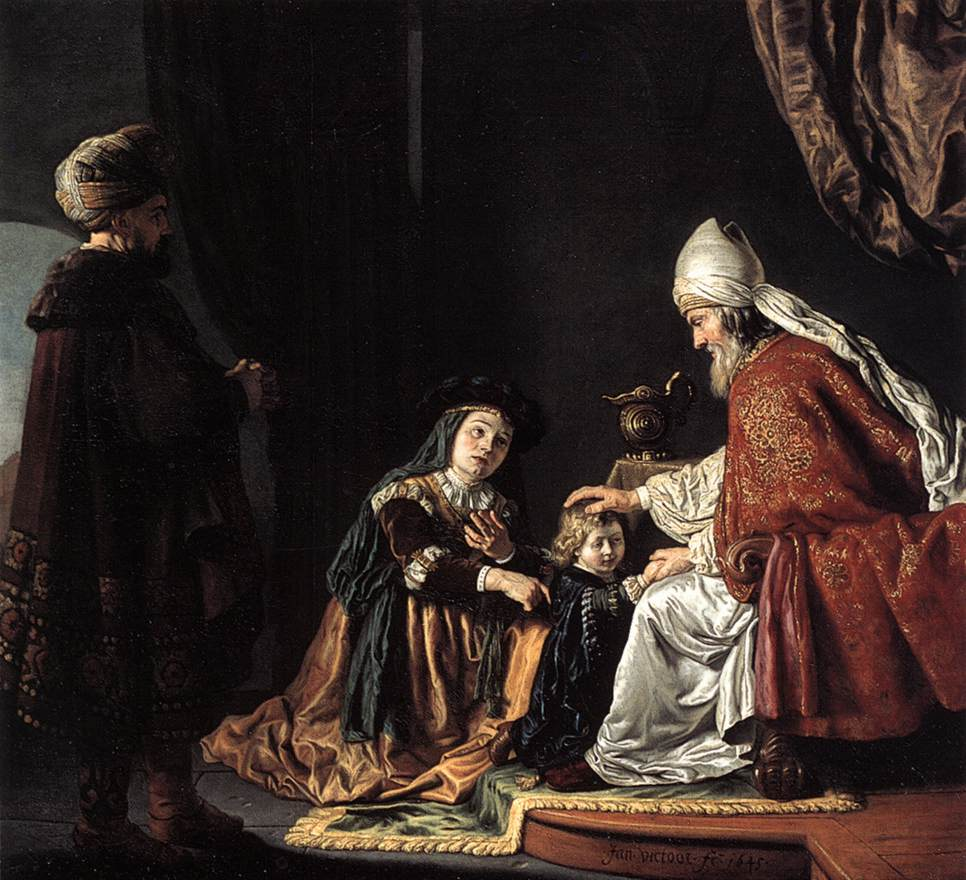
Hanna presenta Samuel al sacerdot, per Jan Victors, 1645 (Berlín, Staatliches Museum)

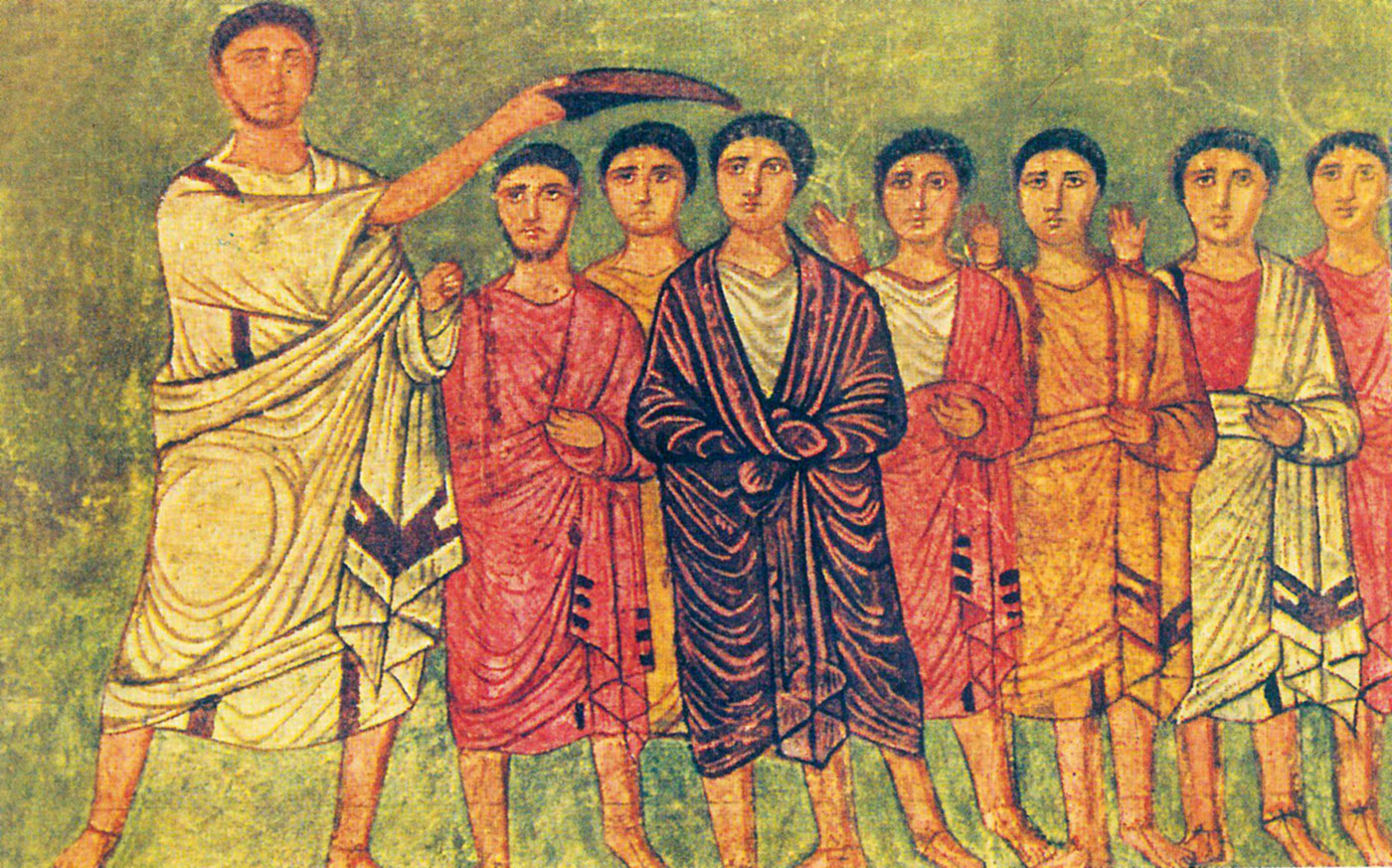
Samuel ungeix David, fresc a Dura Europos, ca. 250

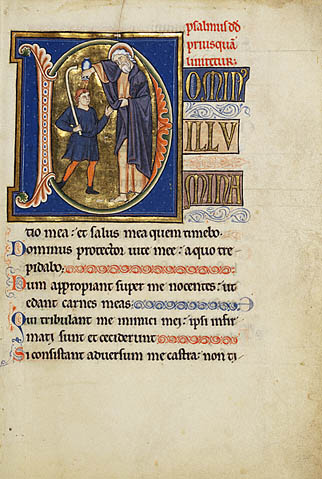
Samuel i David en el Saltiri d'Ingeborg

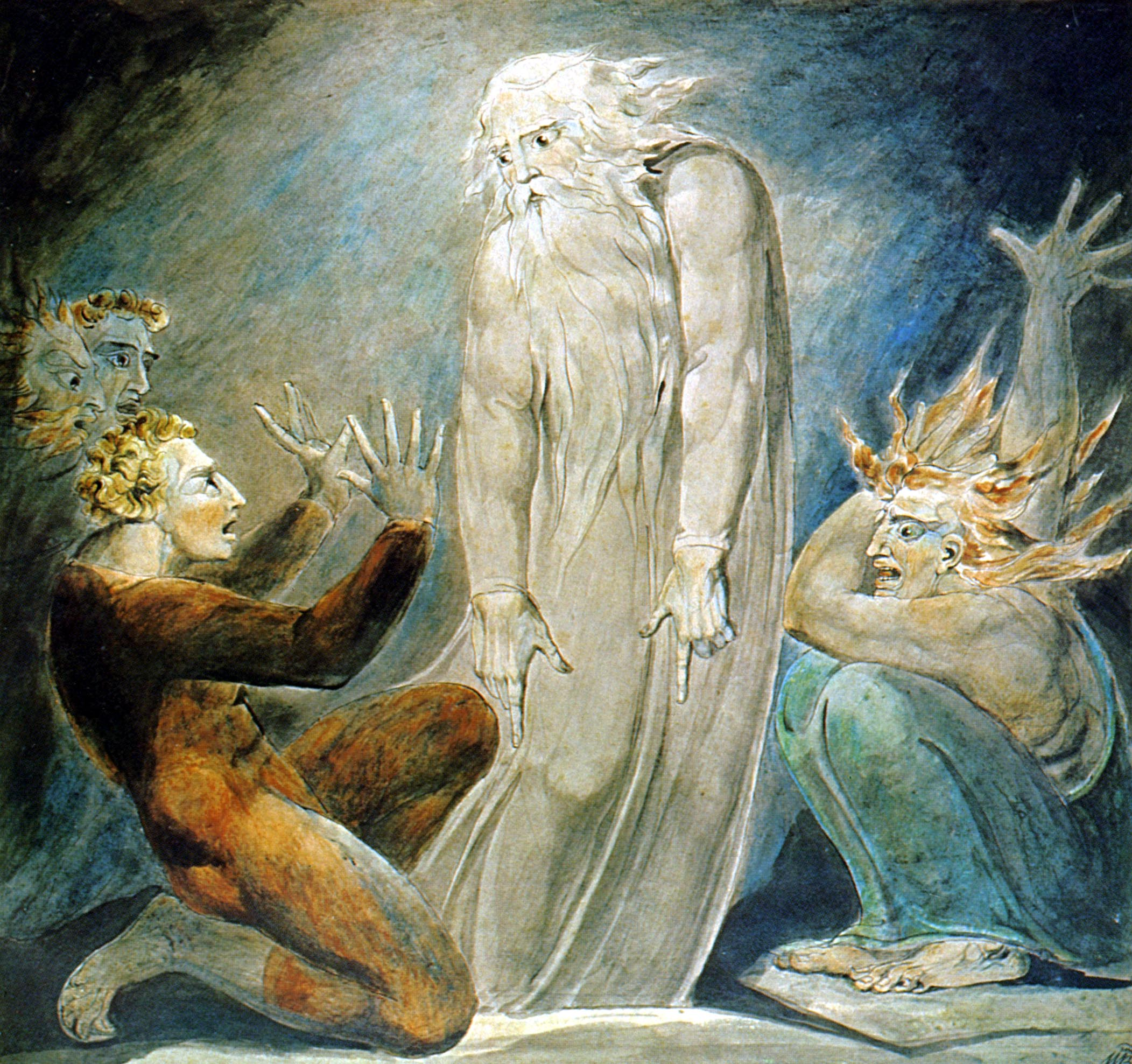
L'ombra de Samuel invocada per la bruixa d'Endor, per William Blake, ca. 1800 (Londres, Tate Gallery)

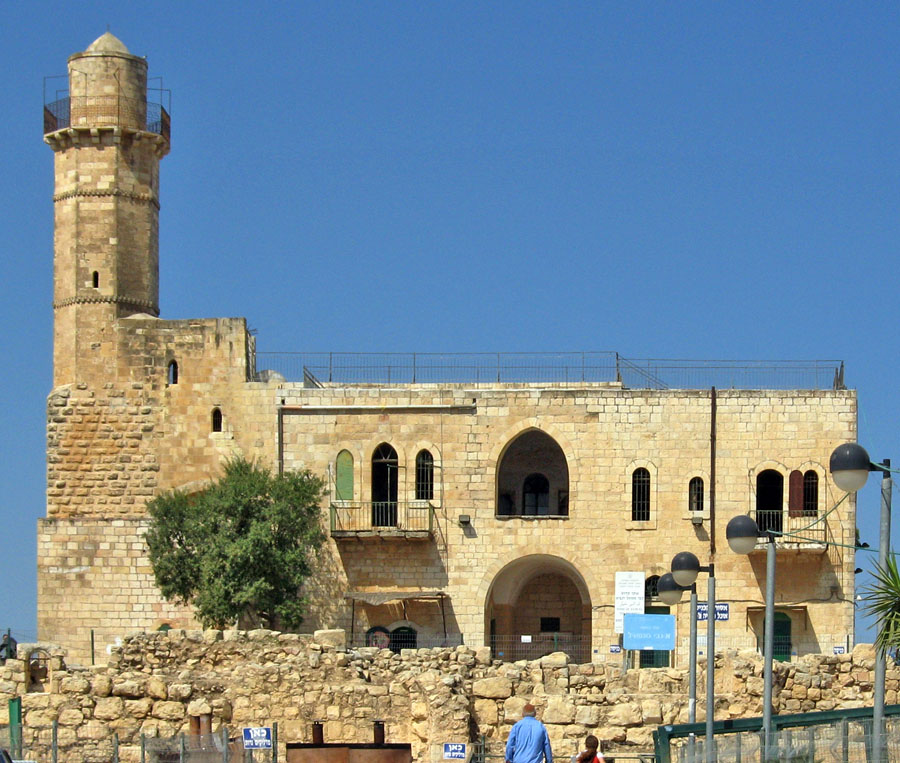
Exterior de la Tomba de Samuel (Nebi Samwil, Cisjordània)

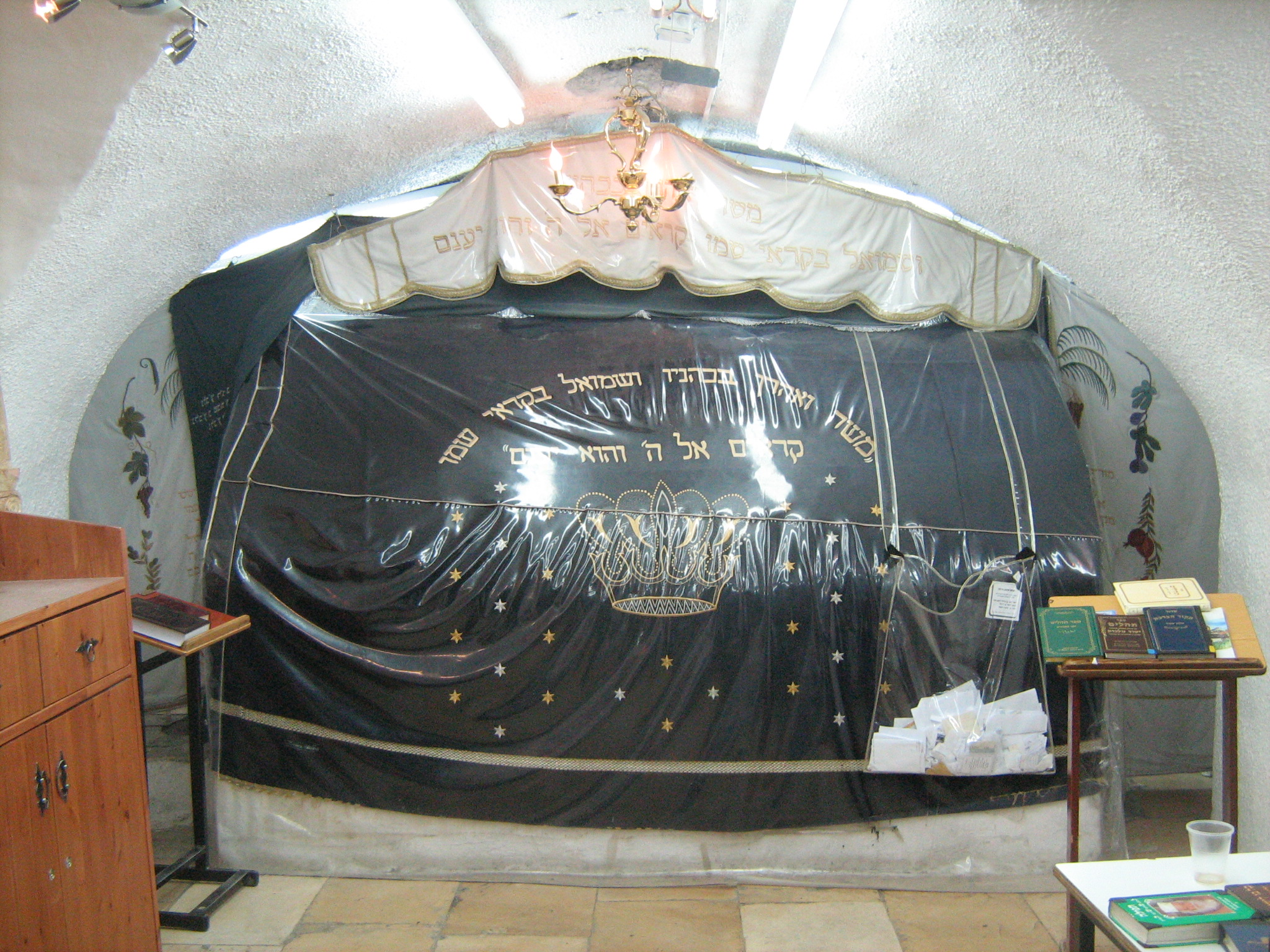
Sepulcre de Samuel

Al territori de la tribu d'Efraïm hi havia un levita que vivia a la ciutat de Ramà anomenat Elcanà. Segons els llibres de Samuel, Elcanà era fill de Jeroham, fill d'Elihú, fill de Tohu, fill de Suf, fill d'Elcanà, fill de Màhat, fill d'Amassai, fill d'Elcanà, fill de Joel, fill d'Azarià, fill de Sefonià, fill de Tàhat, fill d'Assir, fill d'Ebiassaf, fill d'Elcanà, fill d'Assir, fill de Corè, fill d'Ishar, fill de Quehat, segon fill del patriarca Leví.
Elcanà tenia dues dones:
- Peninnà, qui li havia donat fills.
- Hannà, inicialment estèril, però que va tenir sis fills, el primer dels quals era Samuel.

Les dues dones no es feien i Peninnà aprofitava que cada any el seu home viatjava fins a Siló per oferir sacrificis amb els fills d'Elí, Pinhàs i Hofní, per a mortificar Hannà. Un dia Hannà anà al temple a resar i es va trobar amb el sacerdot Elí. Aquest li va profetitzar que concebria un fill. Passat el temps de prenyat, Hannà infantà un nadó, al qui posaren de nom Samuel, que significa L'he demanat al Senyor.
Quan només era un infant de pocs anys, la seva mare el va portar a Elí perquè dediqués tota la seva vida a Déu. Després de Samuel, la seva mare encara va tenir tres fills i dues filles més.

## Escollit per Déu
Passaren els anys i una nit, mentre dormia, Samuel va sentir que el cridaven. De seguida va córrer a la cambra del sacerdot Elí però aquest li digué que no l'havia pas cridat. Així ocorregué tres vegades fins que Elí va pensar que era Jehovà qui el cridava i així ho va explicar al jove Samuel.
Aleshores, Déu es presentà a Samuel i li explicà els càstigs que tenia pensats per als fills d'Elí, Pinhàs i Ofní, pel seu mal comportament en el Tabernacle.

## L'Arca de l'Aliança i els filisteus
En aquells temps, els israelites estaven en guerra amb els filisteus. Després de perdre una batalla, els hebreus van decidir anar a cercar l'Arca de l'Aliança per a dur-la al camp de batalla. L'Arca era a Siló, al temple del sacerdot i jutge d'Israel Elí i Samuel. Com que Elí ja era vell, va enviar com a portadors de l'Arca els seus fills Pinhàs i Ofní.
En arribar al campament israelita, aquests van creure's amb força per derrotar els filisteus, però, després d'una dura batalla a la ciutat d'Afec, van morir prop de trenta mil hebreus i els filisteus van vèncer i es van endur l'Arca de l'Aliança amb ells. En aquest combat van resultar morts Pinhàs i Ofní. En arribar les males notícies a Siló, tothom va esclatar en planys. Elí, en saber la notícia, va caure de la cadira on estava assegut, es va trencar el coll i es morí.
Set mesos després, els filisteus van retornar l'Arca, car durant el temps que l'havien retinguda havien patit tota mena de plagues semblants a les d'Egipte i pensaven que era cosa del déu d'Israel.

## Jutge d'Israel
Van passar vint anys fins que un dia el sacerdot Samuel va reunir tots els caps tribals d'Israel a Mispà per a oferir tots junts sacrificis a Déu.
Quan se'n van assabentar, els filisteus van atacar el poble. Aleshores, els dirigents hebreus van suplicar a Samuel que pregués per ells. Samuel va oferir un sacrifici i va ordenar a les tropes israelites que contraataquessin. La victòria hebrea fou total i aconseguiren de recuperar tots les viles i ciutats que els filisteus havien conquerit. Així fou com Samuel començà a jutjar Israel.

## Saül, rei d'Israel
Quan ja era vell, Samuel designà els seus dos fills, Joel i Abià, com a jutges quan ell morís. Però els dos vailets tenien un comportament erràtic i acceptaven suborns i altres corrupcions. Aleshores, els ancians de les tribus d'Israel van anar a veure Samuel i li demanaren que nomenés algú com a successor seu, però amb el títol de rei, com les altres nacions. Samuel no hi estigué d'acord, ja que creia que fins ara tots els israelites havien estat iguals i si es creava la figura d'un rei, també es crearia una classe noble entre el poble. Davant les pressions dels ancians però, acceptà. El Primer llibre de Samuel diu que el profeta va provar de resistir la petició d'un rei dient que només Jehovà governava sobre Israel, però va decidir de transmetre les paraules del seu poble a Déu, que li va respondre: "Escolta la seva veu [la del poble] i nomena un rei" (I Sam. 8, 22)
Un dia, Samuel va tenir una revelació: l'endemà coneixeria el futur rei. L'endemà al matí, mentre oferia sacrificis al temple, va presentar-se un benjaminita anomenat Saül a cercar consell. Poc després, Samuel va reunir tots els israelites a Mispà. Per tal d'elegir un rei va decidir de fer-ho a sorts, que es considerava una elecció divina. La sort recaigué sobre la tribu de Benjamí, després sobre la família de Matrí i, finalment, sobre el jove Saül, que fou coronat com a rei d'Israel.
Saül va dirigir durant anys combats contra els moabites, els ammonites, els idumeus, els amalequites, els reis de Sobà i contra els filisteus. Una vegada, en una expedició contra els amalequites, Samuel va ordenar a Saül que no deixessin cap persona ni animal viu. Després de guanyar la batalla, Saül va perdonar la vida al rei enemic Agag, ja que era rei com ell.
Samuel es va disgustar amb Saül i van tenir una discussió. Llavors el profeta va dir al rei d'Israel que el seu regnat estava destinat a fracassar.

## Samuel, Saül i David
Poc després, Samuel va dirigir-se a Betlem a casa de Jessè, un home molt respectat. Després de conèixer els seus fills, va ungir amb l'esperit de Déu el més jove, de nom David. Al cap de poc, Saül va contractar David com a músic de la cort reial, però el monarca no sabia res de l'ungiment del jove pastor. Després de matar el gegant Goliat, David fou nomenat comandant dels exèrcits del rei Saül.
Al cap d'un temps, David es va presentar a Samuel i li va explicar que Saül l'havia intentat matar algunes vegades. Aleshores, Samuel va convidar David a restar-se a casa seva. Al cap d'uns dies van arribar uns soldats del rei amb l'ordre de detenir David. En entrar a la vila els soldats van començar a profetitzar. Això es va repetir fins a tres vegades. Després, el mateix Saül en persona va presentar-se allà i li va passar el mateix; el Senyor el va torbar, es va despullar, es va estirar a terra i va començar a profetitzar.
Al cap de poc Samuel va morir sense haver pogut coronar David rei d'Israel. Tot el poble d'Israel va plorar-lo i el van enterrar a Ramà.